# David Rönnegard

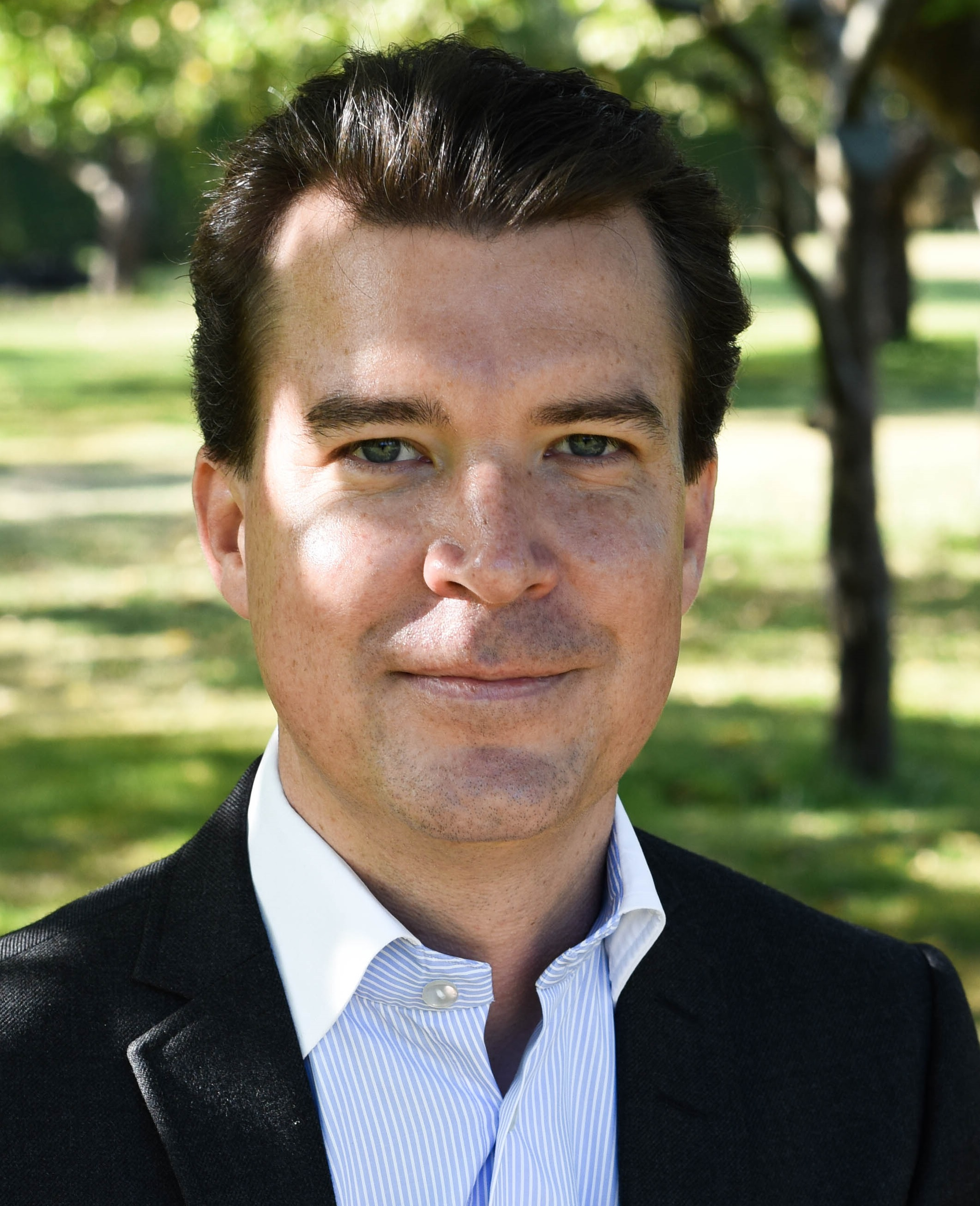
David Rönnegard.

David Rönnegard, född 16 oktober 1976 i Panama City, Panama, är ordförande för förbundet Humanisterna sedan april 2020 då han efterträdde Anna Bergström. Som utlandssvensk har han bott i Caracas, Singapore, London, Bangkok och Abu Dhabi, och bor idag utanför Uppsala.
Rönnegard avlade civilekonomexamen på Handelshögskolan i Stockholm 1999, och disputerade i filosofi år 2006 på London School of Economics med en avhandling om företagens moraliska ansvar. Hans forskning ligger i gränslandet mellan ekonomi och filosofi. Sedan 2010 är han knuten som forskare till handelshögskolan INSEAD i Frankrike där han forskar om företagens samhällsansvar (Corporate social responsibility) och ansvar inom finansiella marknader.
Efter en cancerdiagnos 2015 har han publicerat en rad populärvetenskapliga artiklar om meningen med livet ur ett humanistiskt perspektiv.

## Texter i urval

### Populärvetenskapliga artiklar
- En ateist inför döden[2]
- Festen fortsätter utan mig[3]
- Vi är inte isolerade öar av självbelåtenhet[4]
- Sverige är ett företagsetiskt föredöme[5]
- Sverige är de mindre utbildade politikernas nation[6]
- Escaping the Academic Coal Mine[7]
- Företagsetik i Mellanöstern[8]

### Debattartiklar
- Varför ingår en präst i coronakommissionen?[9]

### Böcker
- The Fallacy of Corporate Moral Agency[10]

## Medverkan i media

### Intervjuer i Dagspress
- Vetskapen om min obotliga cancer fick mig att än mer se hur vackert själva livet är[11]
- David: Vi tänker inte på döden förrän vi måste[12]
- Döden kan ge livet värde[13]